# アンダーオース
アンダーオース(英: Underoath)とは、アメリカ合衆国フロリダ州タンパにて結成された、ポスト・ハードコア/メタルコアバンドである。正式な表記はoにスラッシュが入った「UnderØATH」である。
2000年代のアメリカでは若い世代を中心に熱狂的な人気を誇り、2006年にリリースされた彼等の代表作「Define the Great Line」は全米で50万枚以上のセールスを記録した。

## メンバー（2015年再結成時）
- アーロン・ギレスピー（Aaron Gillespie）　…　ボーカル・ドラム
- スペンサー・チェンバーレイン（Spencer Chamberlain）　…　リードボーカル
- ティモシー・マックテーグ（Timothy McTague）　…　ギター
- ジェームズ・スミス（James Smith）　…　ギター
- クリストファー・ダッドリー（Christopher Dudley）　…　キーボード
- グラント・ブランデル（Grant Brandell）　…　ベース

### 主な旧メンバー
- ダニエル・デヴィジョン（Daniel Davison）　…　ドラム 2010年のアーロン脱退後に参加
- ダラス・テイラー（Dallas Taylor） …　ボーカル 2003年まで在籍。脱退後「Maylene and the Sons of Disaster」を結成

## 特徴
音そのものは広い意味でのハードコアであるが、クリスチャン・ハードコアというバックボーンが示すとおり、歌詞には社会批判の要素はなく、どこか神秘的であったり、人間が生きる上での寂しさ、悲しみを歌うものが多い。また、イエス・キリストの教えに基づき、基本的に、同性愛の結婚やドラッグ等には強く反対する姿勢を見せている。この事を、「ワープド・ツアー2006」においてNOFXのファット・マイクに激しく茶化された際、不快感を示したバンド側は、ワープド・ツアーを途中で辞退している。
しかし2018年にリリースされた再始動後のアルバムの曲では、キリスト教の教義上ふさわしくないとされている言葉を歌詞に使うようになったり、インタビューでボーカルのスペンサーが過去クリスチャン・ハードコアバンドとして活動したことへの後悔を語ったりするようになるなど、キリスト教的な価値観とはバンドとして距離を置くようになった。
2010年のアーロン脱退後、彼等がどのような音楽性へと移行するのか注目を集めていたが、結局、スペンサー自身がクリーンパートとスクリームを兼任する方向へと定まり、音楽性に大きな変化は起こっていない。直後にリリースされたアルバム「Ø (Disambiguation)」では、スペンサーのクリーンパートが聴けるが、彼の声質がアーロンの声質と非常に近いこともあって、まるでアーロンが歌っているかのような錯覚を起こさせ、多くのファンやメディアを驚かせた。

## 略歴
1998年に結成。幾つかのライブを経験後、テイクホールド・レコーズ（Takehold Records）と1999年に契約。アルバム「Act of Depression」で同年にデビューした。
2001年に所属していたテイクホールド・レコーズはトゥースアンドネイル・レコーズ（Tooth & Nail RecordsのEMI CMG）に買収される。アンダーオースはその後、同社の子会社であるソリッドステイト・レコーズ（Solid State Records）と契約を結ぶ。このレコード会社にて、James Paul Wisnerをプロデューサーに迎え、2002年に「The Changing of Times」で再デビューした。
その後2004年にアルバム「They're Only Chasing Safety」がヒット。350000枚のセールスを記録した。これはビルボードのHeatseekers Chartでも初登場1位を記録している。
2006年6月20日には、アルバム「Define the Great Line」をリリース。前作を大幅に上回る全米アルバムチャートにて初登場2位を記録。結果的に50万枚以上を売り上げ、ゴールドディスクを獲得している。また、直後にはワープドツアーに出場した。
2008年8月30日には、アルバム「Lost in the Sound of Separation」をリリース。初週に58000枚近くを売上げ、全米アルバムチャートにて初登場8位を記録。現在までに、累計40万枚近くを売り上げている。
2010年4月5日、オフィシャルウェブサイトでアーロンの脱退が発表された（脱退後、アーロンは別バンド「ジ・オールモスト」結成、ソロ活動、さらにパラモアのサポートメンバーとして活動）。メンバー内に確執はない。その後、かつてメタルコアバンド「Norma Jean」に在籍していたダニエル・デヴィジョンを迎え入れている。また、11月9日にはニューアルバム「Ø (Disambiguation)」もリリースされ、全米アルバムチャートにて初登場23位を記録した。
2012年10月1日、Facebookページにて解散を宣言した。同年の11月6日にはソリッドステイト・レコーズから新曲「Sunburnt」と「Unsound」の2曲を含むベストアルバム「Anthology 1999-2013」をリリースし、2013年には最後のツアーが開始される。
2015年8月、再始動を宣言。2016年3月に開催されるア・デイ・トゥ・リメンバー主催のフェスに参加し、合わせて再結成ツアーを行うことが発表された。アーロンが復帰し、メタルコアバンド「Every Time I Die」で活動するデヴィジョンは参加しない。
2018年4月、再始動後初のアルバム、「Erase Me」が発表された。このアルバムの曲「On My Teeth」は第61回グラミー賞のベスト・メタル・パフォーマンス部門にノミネートされている。

## アーロン脱退によるメンバー内の変化
彼等は、激ロック内での取材で「ニューアルバムにおいて、アーロン脱退による影響は？」と聴かれた際に、「彼が脱退したことで、今までで一番のびのびとレコーディングできた。今が俺達の本当の姿だし、これが俺達の最高傑作である事に間違いない。」と答えている。彼が脱退したことによって、結成当時のオリジナルメンバーは皆無になってしまったが、しかし、新たなスタートを踏み出すキッカケになったと語った。結果としてアーロンの脱退によって、音楽性に大きな変化は起こらなかったものの、直後にリリースされた「Ø (Disambiguation)」は、AllMusicを初めとする音楽メディアから、非常に高い評価を得ている。

## ディスコグラフィー

### アルバム
| 発売日        | アルバムのタイトル              | 販売レーベル         | 全米ビルボードアルバムチャート最高位 | ゴールド等認定    |
| 2004年6月15日 | They're Only Chasing Safety     | Tooth & Nail Records | 101位                                | -                 |
| 2006年6月20日 | Define the Great Line           | Tooth & Nail Records | 2位                                  | ゴールド(50万枚+) |
| 2008年8月30日 | Lost in the Sound of Separation | Tooth & Nail Records | 8位                                  | -                 |
| 2010年11月9日 | Ø (Disambiguation)              | Tooth & Nail Records | 23位                                 | -                 |
| 2018年4月6日  | Erase Me                        | フィアレス・レコード |                                      | -                 |